# Club Calcio Catania 1952-1953
Questa voce raccoglie le informazioni riguardanti il Club Calcio Catania nelle competizioni ufficiali della stagione 1952-1953.

## Stagione
La stagione 1952-1953 del Catania è un romanzo con un finale trilling che lascia l'amaro in bocca. Il presidente Michisanti è ambizioso e vuole la Serie A, che Catania fino ad oggi ha solo sognato. L'inizio di stagione è altalenante, poi sul finire del girone di andata si comincia a risalire la classifica con due successi su Siracusa e Fanfulla, si mette fine a quattro sconfitte esterne con il pareggio a Cagliari contro la capolista. Nel finale di campionato il Genoa piazza lo scatto decisivo che lo porta alla promozione, per il secondo posto la rimonta del Catania sul Legnano si materializza alla penultima giornata nella partita di Padova, persa sul campo (1-0), ma vinta a tavolino per le intemperanze del pubblico patavino, dopo una rete annullata al Padova, vengono lanciati in campo oggetti, uno di questi colpisce il guardalinee Zecca, che è costretto a lasciare il campo. Tre giorni dopo la partita il 27 maggio 1953 arriva la vittoria catanese a tavolino, il Catania arriva a 39 punti con il Legnano all'ultima giornata, che entrambe vinceranno. Lo spareggio è fissato per il 14 giugno a L'Aquila, ma alla vigilia dell'incontro il ricorso del Padova scombina ogni programma. In attesa del verdetto d'appello lo spareggio è rinviato. Il 10 luglio arriva il verdetto definitivo che dà la vittoria al Catania e ripropone lo spareggio, da disputarsi a Firenze il 28 luglio, a distanza di quasi due mesi dalla fine del campionato cadetto. Finirà (4-1) per i lombardi, i duemila catanesi saliti in toscana vedono sfuggire ancora la massima serie, con un solo rammarico: non poter sapere come sarebbe andata a finire se si fosse disputato a metà giugno, alla fine di un campionato concluso in crescendo.

## Rosa
| N. |                   | Ruolo | Calciatore         |
| -- | ----------------- | ----- | ------------------ |
|    | Italia (bandiera) | P     | Narciso Soldan     |
|    | Italia (bandiera) | D     | Carlo Baccarini    |
|    | Italia (bandiera) | D     | Varo Bravetti      |
|    | Italia (bandiera) | D     | Alfredo Piram      |
|    | Italia (bandiera) | C     | Menotti Avanzolini |
|    | Italia (bandiera) | C     | Enzo Bearzot       |
|    | Italia (bandiera) | C     | Enzo Cozzolini     |
|    | Italia (bandiera) | C     | Aldo Fontana       |
|    | Italia (bandiera) | C     | Nicola Fusco       |

| N. |                   | Ruolo | Calciatore           |
| -- | ----------------- | ----- | -------------------- |
|    | Italia (bandiera) | C     | Giovanni Martino     |
|    | Italia (bandiera) | C     | Aldo Perni           |
|    | Italia (bandiera) | C     | Ferruccio Santamaria |
|    | Italia (bandiera) | C     | Silvano Toncelli     |
|    | Italia (bandiera) | C     | Luciano Torri        |
|    | Italia (bandiera) | A     | Fabrizio Bartolini   |
|    | Italia (bandiera) | A     | Guido Klein          |
|    | Italia (bandiera) | A     | Bruno Micheloni      |
|    | Italia (bandiera) | A     | Sergio Quoiani       |

## Risultati

### Serie B

#### Girone di andata
| Arbitro: | De Gregorio (Legnano) |

|                 |           |  |
| Scagliarini 41’ | Marcatori |  |

| Arbitro: | Caputo (Molfetta) |

|                     |           |           |
| Caciagli 53’ (rig.) | Marcatori | 35’ Klein |

| Arbitro: | Ferrari (Milano) |

|               |           |  |
| Bartolini 84’ | Marcatori |  |

| Arbitro: | Corallo (Lecce) |

|                        |           |  |
| Perni 25’ Toncelli 68’ | Marcatori |  |

| Verona 12 ottobre 1952 5ª giornata | Verona           | 0 – 0 | Catania | Stadio Marcantonio Bentegodi\| Arbitro: \| Zoli (Pontedera) \| |
| Arbitro:                           | Zoli (Pontedera) |       |         |                                                                |

| Arbitro: | Bernasconi (Firenze) |

|               |           |  |
| Colombini 52’ | Marcatori |  |

| Arbitro: | Fumagalli (Milano) |

|           |           |             |
| Klein 33’ | Marcatori | 61’ Taccola |

| Arbitro: | Gemini (Roma) |

|           |           |           |
| Perni 77’ | Marcatori | 59’ Persi |

| Arbitro: | Silvano (Torino) |

|           |           |  |
| Brach 88’ | Marcatori |  |

| Arbitro: | Carpani (Milano) |

|                                                |           |             |
| Boniforti 44’ (rig.) Bonaiti 78’ Baccalini 89’ | Marcatori | 12’ Bearzot |

| Arbitro: | Corallo (Lecce) |

|                    |           |            |
| Micheloni 61’, 68’ | Marcatori | 7’ Cuzzoni |

| Arbitro: | Campanati (Milano) |

|              |           |  |
| Montiani 42’ | Marcatori |  |

| Arbitro: | Arpaia (Roma) |

|            |           |  |
| Quoiani 6’ | Marcatori |  |

| Arbitro: | Caputo (Napoli) |

|                                  |           |                      |
| Bartolini 15’ Micheloni 18’, 78’ | Marcatori | 50’ Rabitti 82’ Zian |

| Arbitro: | Scaramella (Roma) |

|                                   |           |                       |
| Gennari 47’ Santamaria 49’ (aut.) | Marcatori | 38’ Klein 60’ Quoiani |

| Arbitro: | Occhinegro (Taranto) |

|                                        |           |  |
| Quoiani 54’ Micheloni 64’ Toncelli 86’ | Marcatori |  |

| Arbitro: | Guarnaschelli (Pavia) |

|                    |           |  |
| Quaresima 62’, 88’ | Marcatori |  |

#### Girone di ritorno
| Arbitro: | Campanati (Milano) |

|                  |           |  |
| Klein 60’ (rig.) | Marcatori |  |

| Arbitro: | Arpaia (Roma) |

|                              |           |            |
| Micheloni 27’ Santamaria 82’ | Marcatori | 28’ Lerici |

| Arbitro: | Pizzato (Mestre) |

|                 |           |             |
| Brighenti I 53’ | Marcatori | 89’ Quoiani |

| Arbitro: | Fortina (Novara) |

|                      |           |               |
| Manzardo 9’ Lupi 71’ | Marcatori | 24’ Micheloni |

| Arbitro: | Perego (Milano) |

|                    |           |          |
| Bartolini 14’, 80’ | Marcatori | 29’ Poli |

| Arbitro: | Scaramella (Roma) |

|                         |           |  |
| Klein 17’ Bartolini 22’ | Marcatori |  |

| Salerno 8 marzo 1953 24ª giornata | Salernitana      | 0 – 0 | Catania | Stadio Comunale\| Arbitro: \| Orlandini (Roma) \| |
| Arbitro:                          | Orlandini (Roma) |       |         |                                                   |

| Arbitro: | Bernardi (Bologna) |

|                   |           |  |
| Frizzi 36’ (rig.) | Marcatori |  |

| Arbitro: | Marchese (Napoli) |

|                                |           |              |
| Cardano 35’ (aut.) Quoiani 71’ | Marcatori | 67’ Mannocci |

| Catania 29 marzo 1953 27ª giornata | Catania            | 0 – 0 | Lucchese | Stadio Cibali\| Arbitro: \| Marchetti (Milano) \| |
| Arbitro:                           | Marchetti (Milano) |       |          |                                                   |

| Arbitro: | Agnolin (Bassano del Grappa) |

|                               |           |  |
| Malavasi 53’, 57’ Cuzzoni 89’ | Marcatori |  |

| Arbitro: | Marangio (Roma) |

|                    |           |  |
| Micheloni 59’, 68’ | Marcatori |  |

| Arbitro: | Gemini (Roma) |

|              |           |                         |
| Occhetta 28’ | Marcatori | 48’ Perni 88’ Micheloni |

| Lodi 3 maggio 1953 31ª giornata | Fanfulla              | 0 – 0 | Catania | Stadio Dossenina\| Arbitro: \| Piemonte (Monfalcone) \| |
| Arbitro:                        | Piemonte (Monfalcone) |       |         |                                                         |

| Arbitro: | Massai (Pisa) |

|                                |           |  |
| Cozzolini 11’ Klein 60’ (rig.) | Marcatori |  |

| Arbitro: | Liverani (Torino) |

|           |           |  |
| Zanon 90’ | Marcatori |  |

| Arbitro: | Scaramella (Roma) |

|                                     |           |  |
| Micheloni 19’, 60’ Klein 40’ (rig.) | Marcatori |  |

#### Spareggio Promozione
| Arbitro: | Massai (Pisa) |

|                                       |           |             |
| Manzardo 29’ Palmér 33’, 41’ Mion 34’ | Marcatori | 72’ Quoiani |

## Statistiche

### Statistiche di squadra
| Competizione | Punti | In casa | In casa | In casa | In casa | In casa | In casa | In trasferta | In trasferta | In trasferta | In trasferta | In trasferta | In trasferta | Totale | Totale | Totale | Totale | Totale | Totale | DR  |
| Competizione | Punti | G       | V       | N       | P       | Gf      | Gs      | G            | V            | N            | P            | Gf           | Gs           | G      | V      | N      | P      | Gf     | Gs     | DR  |
| ------------ | ----- | ------- | ------- | ------- | ------- | ------- | ------- | ------------ | ------------ | ------------ | ------------ | ------------ | ------------ | ------ | ------ | ------ | ------ | ------ | ------ | --- |
| Serie B      | 41    | 17      | 14      | 3       | 0       | 30      | 8       | 17           | 2            | 6            | 9            | 10           | 20           | 34     | 16     | 9      | 9      | 40     | 28     | +12 |

### Statistiche dei giocatori
| Giocatore     | Serie B  | Serie B |
| Giocatore     | Presenze | Reti    |
| ------------- | -------- | ------- |
| M. Avanzolini | 1        | 0       |
| C. Baccarini  | 31       | 0       |
| F. Bartolini  | 26       | 5       |
| E. Bearzot    | 32       | 1       |
| V. Bravetti   | 34       | 0       |
| E. Cozzolini  | 16       | 1       |
| A. Fontana    | 1        | 0       |
| N. Fusco      | 31       | 0       |
| G. Klein      | 31       | 7       |
| G. Martino    | 3        | 0       |
| B. Micheloni  | 31       | 12      |
| A. Perni      | 14       | 3       |
| A. Piram      | 10       | 0       |
| S. Quoiani    | 17       | 5       |
| F. Santamaria | 31       | 1       |
| N. Soldan     | 34       | -28     |
| S. Toncelli   | 29       | 2       |
| L. Torri      | 2        | 0       |